# Lorenz-attraktorn

Lorenz attraktor med skalor.

Lorenz attraktor är en så kallad ”kaotisk” attraktor (strange attractor) som uppkommer från förenklade ekvationssystem som beskriver konvektionsströmmar i atmosfären. Den återfinns även i modeller för dynamos och lasrar.
Attraktorn är namngiven efter Edward Norton Lorenz som presenterade sina ekvationer 1963 i ett försök att beskriva vissa oförutsägbara beteenden hos vädersystem.

## Bakgrund
Efter att Lorenz blivit tveksam till linjära statistiska modeller för att beskriva väderfenomen började han söka efter icke-linjära modeller för dessa, något han upptäckte av misstag 1961. Om detta skrev han ett arbete vid namn ”Deterministic Nonperiodic Flow” som publicerades 1963.  Detta lade grunden till den moderna kaosteorin. Lorenz myntade även senare uttrycket fjärilseffekten, något som Lorenz attraktor kan ses som ett exempel på.

## Ekvationer

Grafisk representation av Lorenz attraktor med värdena ρ=28, σ = 10, β = 8/3.

Ekvationerna är härledda från Saltzmans ekvationer för konvektionsströmmar i ett vätskelager med konstanta temperaturskillnaden {\displaystyle \Delta T} mellan övre och nedre avgränsningarna och uniforma djupet {\displaystyle H}
{\displaystyle {\frac {\partial }{\partial t}}\nabla ^{2}\psi =-{\frac {\partial (\psi ,\nabla ^{2}\psi )}{\partial (x,z)}}+\nu \nabla ^{4}\psi +g\alpha {\frac {\partial \theta }{\partial x}}}
{\displaystyle {\frac {\partial \theta }{\partial t}}=-{\frac {\partial (\psi ,\nabla ^{2}\psi )}{\partial (x,z)}}+{\frac {\Delta T}{H}}{\frac {\partial \psi }{\partial x}}+\kappa \nabla ^{2}\theta },
där {\displaystyle g}, {\displaystyle \alpha }, {\displaystyle \nu } och {\displaystyle \kappa } står för tyngdaccelerationen, en värmeexpansionskoefficient, viskositeten respektive värmeledningsförmågan hos mediet.
De härledda Lorenzekvationerna (där {\displaystyle \sigma }, {\displaystyle \rho }, {\displaystyle \beta } > 0) bakom Lorenz attraktor brukar skrivas som differentialekvationssystemet:
{\displaystyle {\frac {dx}{dt}}=\sigma (y-x)}
{\displaystyle {\frac {dy}{dt}}=x(\rho -z)-y}
{\displaystyle {\frac {dz}{dt}}=xy-\beta z},
där {\displaystyle \sigma } kallas Prandtl-talet och {\displaystyle \rho } Rayleigh-talet, som båda beskriver olika fysikaliska egenskaper hos mediet som konvektionsströmmarna verkar i, samt {\displaystyle \beta } som är en geometrisk faktor. Värt att notera är att {\displaystyle x,y,z} inte är rumskoordinater, utan i stället är variabler för konvektionsintensitet och olika temperaturegenskaper i mediet.
Ofta används värdena {\displaystyle \sigma =10} och {\displaystyle \beta =8/3}, medan {\displaystyle \rho } varieras. Värdet {\displaystyle \rho =28} ger upphov till den fjärilsliknande formen som ofta används som bildexempel för Lorenz attraktor.

## Egenskaper
Ekvationssystemet som ger upphov till attraktorn är ett icke-linjärt, tredimensionellt och deterministiskt system. Lorenz attraktor har en korrelationsexponent på {\displaystyle 2,\!05\pm 0,\!01} och en Hausdorffdimension på {\displaystyle 2,\!06\pm 0,\!01} på grund av dess fraktalegenskaper.

Systemet kommer aldrig att repeteras eller nå ett stabilt läge, oavsett vilka värden på variablerna som används. Attraktorn formar istället ett deterministiskt kaos, då den kommer att röra sig på ett till synes slumpmässigt vis för evigt. Dess rekursivitet leder till att förändringar utgångsvärdena i ekvationssystemet, oavsett hur små, kommer att ge helt olika resultat. Samma utgångsvärde ger dock samma utfall varje gång.

## Praktiska försök
Effekterna av Lorenz attraktor har visats i ett flertal praktiska försök (ref 2). Ett enkelt exempel på en konstruktion man kan bygga själv: Fäst ett antal vattenmuggar stående längs kanten på ett hjul som ligger horisontellt. Gör hål i botten på muggarna längst ut från centrum på hjulet. Vinkla hjulet ca 20 grader. Låt vatten rinna med konstant fart ned i muggen som befinner sig högst upp på hjulet. Hjulet kommer då att börja rotera, och nya muggar börjar fyllas på samtidigt som den första muggen töms. Hjulet kommer då att byta rotationsriktning med ojämna intervall, ett sorts kaos.

## Tillämpningar
En av Lorenz-attraktorns följder är att långsiktiga väderförutsägelser blir i praktiken omöjliga att genomföra korrekt. Detta på grund av att mycket små påverkningar på luftströmmarna i atmosfären kommer förr eller senare att ge upphov till massiva förändringar i vädrets utveckling. Detta kan exemplifieras med fjärilseffekten; en fjäril fladdrar med vingarna någonstans på jorden, vilket ger upphov till oerhört små luftströmmar. Dessa luftströmmar kommer med tiden, på grund av konvektionsströmmarnas rekursiva egenskaper, ge upphov till stora skillnader mot för ett system där fjärilen suttit stilla. För att kunna förutspå vädret på lång sikt skulle man därför behöva ha uppsikt över varje luftmolekyls position och rörelse så att dessa inte ger upphov till någonting oförväntat.